# Nachal Elro'i
Nachal Elro'i (hebrejsky נחל אלרואי‎) je krátké vádí v severním Izraeli.
Začíná v nadmořské výšce necelých 400 m v pohoří Karmel, nedaleko od východního okraje města Dalijat al-Karmel. Vádí směřuje k východu a prudce klesá po částečně zalesněných svazích do údolí řeky Kišon, do které ústí zleva poblíž bývalé samostatné vesnice Elro'i, která je v současnosti začleněna do města Kirjat Tiv'on. Ve svazích jižně od vádí leží archeologická lokalita pevnosti Mecudat ha-Bima.